# 數碼寶貝大冒險02
《数码宝贝大冒险02》，于2000年4月2日-2001年3月25日，全50话，每周日09:00-09:30（UTC+9）在富士电视台系列播映的电视动画，是数码宝贝系列電視动画的第二作，为《数码宝贝大冒险》的续作。中国大陆搜狐视频2015年版权到期后，转由爱奇艺网络播映。

## 剧情
第一次冒險的三年後，2002年數碼世界又隨即開始出現新的危機，為此而出現了新的被選召的孩子們來拯救這個世界，畢竟除了高石岳和八神光外，原本被選召的孩子們都進入中學或出国，無法再長時間地守護數碼世界和他們的搭档数码兽；某日，一位自稱暴龍改造者的天才少年一乘寺贤突然出現，不但攻擊数码兽，還利用黑暗螺旋環和黑暗之塔企圖控制和奴役数码兽，在他的處處逼迫之下，数码兽迫於無奈展開戰鬥。
新一代被選召的孩子們共三個，另外還有高石岳和八神光繼續參戰，他們每個人都獲得一台新的暴龍機「D-3」，他們以此通過電腦進入數碼世界，另外一個用處是「裝甲進化」，只要使用數碼精神（數碼裝甲）就可以讓他們的数码兽即使在黑暗力量的控制下，也可以完成裝甲進化；其後，大家成功阻止邪惡的暴龍改造者完成陰謀，但他最重要的数码兽——蟲蟲獸因為小賢（暴龍改造者的人格）的錯而死去。小賢對他之前錯誤的行為感到後悔，所以決定加入被選召的孩子們，與新出現的敵人亞基利獸（Archnemon）和木乃伊獸（Mummymon）戰鬥，亞基利獸有獨特的力量，可以把黑暗之塔的控制力變強，為了與這個新的威脅戰鬥，孩子們得知了合步進化，使他們的数码兽合體以獲得更多力量。然後，當戰鬥被帶入現實世界，真正的策劃者——及川悠紀夫出現，他從小賢那裡得到了「黑暗種子」，並把它植入了希望和小賢一樣的孩子們的身體裡，那些種子利用小孩們心中黑暗的力量生长为「黑暗之花」，而被選召的孩子們面對及川，知道他是個極端不合群的人，他唯一的朋友是伊織的父親——火田浩樹，浩樹和及川年輕的時候經常在一起玩電子遊戲，之後沉迷於數碼世界並且非常希望到那裡去。再后來，有個数码兽從他的身體裡分裂出来，且不同於「真正的」邪惡意念，其真实身份为第一季的吸血魔獸（Vamdemon），并以贝利亚吸血魔獸（Belial Vamdemon）的姿态复活。
最後，全世界被選召的孩子們一起幫忙，存在於每個人心中的光明和希望令數碼世界重新回到那個美好的地方。而及川因為太虛弱而不能進入數碼世界，他把自己的力量化作蝴蝶送給了自己熱愛的數碼世界，和数码世界永遠在一起。随着數碼世界和現實世界聯繫加深，25年后，每個人都擁有了自己的数码兽。

## 概要
本季為接档第一季的續作，继承了第一季中的登场人物和世界观，時間設定為上次大冒險（1999年）結束的三年後（2002年）。在本季最後一話清晰地描写了被选召的孩子们25年后（2027年）的样貌、职业、子女等场面，让故事得到了完结。另外，作品中重要的剧情被分割到了游戏系列的剧情中，这在数码宝贝动画系列中，属于跨媒体展开比较浓厚的作品。
本作的數碼獸最初的進化並不是成长期進化为成熟期，因為這種普通進化被黑暗之塔封鎖，所以只能裝甲進化成装甲体，這種進化是利用數碼精神（數碼裝甲）的古代力量，不受黑暗之塔的力量影響下成功進化，而數碼蛋上刻有和前作一樣的紋章，只有被選召的孩子們才能拿到。雖然是裝甲體，但部分數碼獸實力接近完全體甚至究極體。數碼獸再從成熟期進化的方式也有所不同，少了徽章的輔助，改由兩個成熟期數碼獸合步進化，成為一個完全體數碼獸；甚至從完全體直接進化成究極體。其中以本宮大輔與一乘寺賢的數碼獸合步進化最具發達與領先性。
本作並不只有現實世界和數碼世界，儘管第一季和第三季中都有涉及到「其他世界」，但仅从人物對話中提及。而本作真正展示出其他世界，一個是「黑暗之海」，另一個是具有让思念具现化力量的世界。除此之外，還有很多個世界尚未被發掘。本作世界观也變得更大，数码世界所及範圍可延伸至现实世界的世界各地，世界各地被选召的孩子们可以在特定情況下進行來往。在現實世界數碼獸的移動範圍也從东京延伸至世界各地，可達纽约、香港、巴黎、莫斯科、黄金海岸、阿卡普尔科等地。
作为周日9点档的动画非常罕见地同时在关西电视台播映。最高收视率：12.7%、最低收视率：6.2%、平均收视率：11.0%。万代总玩具销售额144亿日元。
华语地区的版权均由國際影業有限公司代理。中国大陆的电视台版本为北京迪美文化发展有限公司引进，中国国际电视总公司代理发行，上海電視台譯製部录制配音，在上海广播电视台、北京广播电视台、广东广播电视台等首轮播出；VCD为广东东和兴影音有限公司（东和兴）代理经销，辽宁文化艺术音像出版社代理发行，第1-30话为引进的台湾台视配音版、第31-50话为辽宁人民艺术剧院/辽宁儿童艺术剧院（辽艺）配音版；搜狐视频2015年版权到期后，转由爱奇艺网络播映。香港的电视台版本为TVB配音和首播，VCD和DVD为鐳射企業有限公司配音和代理发行。台湾的电视台版本为台视配音和首播，VCD为弘音企業有限公司代理发行。

## 特别用语
- 黑暗之塔（Dark Tower）

数码宝贝大冒险02
一乘寺贤和秋山辽

  - 黑暗之塔是暴龍改造者（一乘寺賢）製造，目的是封鎖數碼獸的普通進化從而可以統治數碼世界。
  - 不過只要將黑暗之塔破壞便可進行成熟期的進化，但不能進行完全體和究極體的進化。在一乘寺賢的邪惡意識消失後黑暗之塔仍然存在，於是被亞基利獸利用其頭髮插入黑暗之塔來製造數碼獸。
- 邪惡之環（Evil Ring）
  - 邪惡環是由暴龍改造者製造，目的是將其套上數碼獸身上，只要該數碼獸身在黑暗之塔控制的範圍内便會被暴龍改造者操控。
  - 只可以對成熟期或以下等級的數碼獸有效，同時只要將黑暗之塔破壞便可以擺脫操控。
  - 針對以上情況，暴龍改造者之後將邪惡環改造成邪惡螺旋環，比普通邪惡環堅硬也可以控制完全體，即使黑暗之塔被破壞仍能被暴龍改造者操控。
- 克苏鲁神话（Cthulhu Mythos）
  - 第13话「达贡兽的呼声」剧本由《数码宝贝驯兽师之王》的剧本统筹小中千昭执笔，本话克苏鲁神话的色彩浓厚让本作画风为之一转。作品多以传奇和克苏鲁神话为原型的作家朝松健也大加赞赏。另外，13话标题画面数码文字[14]转换成假名是（Ph'nglui mglw'nafh Cthulhu R'lyeh wgah'nagl fhtagn！）。意思为「在永恒的宅邸，拉莱耶中，长眠的克苏鲁候汝入梦」。作为旧日支配者中最有名的克苏鲁，它沉睡在南太平洋的海底都市拉莱耶（R'lyeh）。当“繁星的位置正确之时”，拉莱耶将从海底浮上，克苏鲁将醒来，为地球带来浩劫。而剧中八神光经过的地方，也有用数码文字写着“印斯茅斯”字样的招牌。印斯茅斯是克苏鲁神话中达贡的信徒所居住的城市。
  - 奇蛙兽，生活在异样的数码世界中，与原来的姿态不同的模样。被描绘为侍奉达贡兽的“深潜者”（Deep Ones）。深潜者是住在海底的类人种族，外观为鱼头人身，身上的主色是灰绿色，但有白色的腹部，四肢的指间有蹼，身上覆有鳞，眼睛如鱼眼一般突出且不会合上，颈部有鳃，在陆上行动时会用两脚或四肢蛙跳跃进，在相关典籍中被描述为像蛙的鱼或像鱼的蛙，身上带有浓厚的鱼腥味，也有不少完全脱离人形。此外深潜者可以与人类生下混种的后代。而剧中变回原型的奇蛙兽们要求八神光作为它们配偶。
  - 以父神达贡（Dagon）命名，霍华德·菲利普斯·洛夫克拉夫特笔下的短篇小说《印斯茅斯疑雲》中被深潜者信仰并效忠的两名较小的旧日支配者之一。但达贡兽的外貌是根据神话中的克苏鲁进行设计的。
  - 魔神兽穿着斗篷的形象登场。斗篷上五角星的“古神之印”（Elder Sign）[注 23]，是由奥古斯特·威廉·德雷斯在《居于户口之物》（The Lurker at the Threshold）中首次设计的。斗篷的挂袍上除了星星之外，还包含了古神之印中类似“眼睛”的部分。

## 重要代表物件
- D-3（Digimon Detect Discover的縮寫）（台譯為裝甲暴龍機、D3暴龍機，港版译为D3）
  - 新版的暴龍機，名字代表了「DIGITAL（數碼）」、「DETECT（檢測）」和「DISCOVER（探索）」三種含意。重點進化方式稱為裝甲進化，將儲存在D-T中的數碼精神（數碼裝甲）數據調出併疊加在相應數碼獸上，也可以完成最早Digivice的普通進化功能，另外在適當時機，可以通過兩台D-3將兩隻數碼獸合步進化[注 11]為單一隻數碼獸。
- Digi-Mental（港台译为數碼裝甲）
  - 由於主角們的搭檔被限制進化，所以借助此物的力量，是一種古代被封印的力量，通過這種力量進化而得的數碼獸為裝甲體。
- Armor（台译为數碼裝甲蛋，港译为數碼裝甲）
  - 用來盛載數碼精神（數碼裝甲）的蛋型容器，表面上刻有徽章，共有勇氣、友情、愛心、純真、誠實、知識、希望、光明、奇蹟、温柔十種，另有劇場版主角華力斯使用的命運和遊戲中出現的黑暗。
- D-Terminal（數碼終端機，簡稱D-T）
  - 可以傳遞电子邮件、儲存數碼精神（數碼裝甲）的機器，因為有這個機器的存在，一隻數碼獸才能進化成兩種不同的數碼獸。

## 作品中出现的实物和地名

### 日本

#### 东京

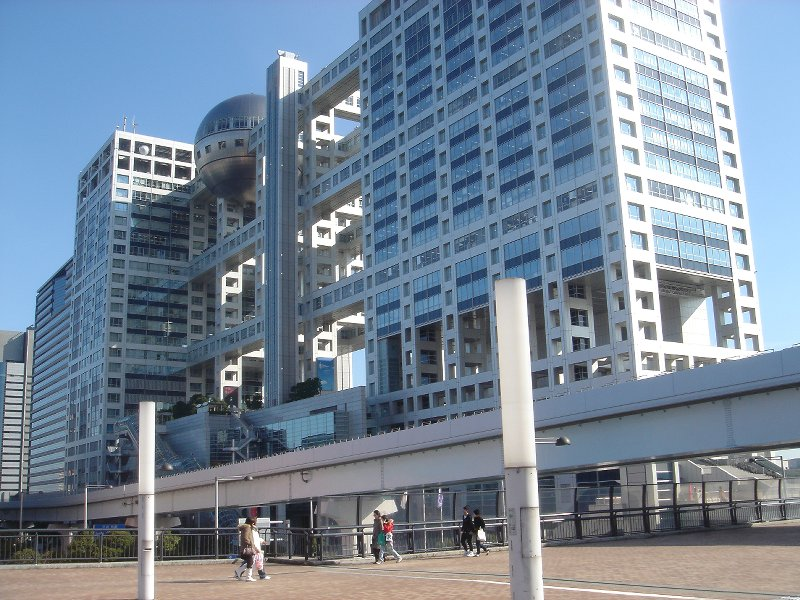
富士电视台

- 御台场：本作大部分主角们学习和生活的地方，每年的8月1日为“御台场纪念日”
- 台场公园
- 东京湾
- 富士电视台总部大楼
- 东京铁塔
- 彩虹大桥
- 涩谷路口
- 调色板城大摩天轮
- 光丘住宅区
- 银座
- 吉祥寺
- 白山神社
- 竹芝埠頭
- 豐島園
- 池袋站
- 池袋西口公園
- 田町（芝5丁目）
- 日本大学医学部附属板橋病院
- 东京都电车：东京都交通局7000形电车，剧场版《迪亚波罗兽的逆袭》片尾中出现
- 御台場五番街4号棟1306（お台場五番街4号棟1306）：八神太一和八神光一家人所居住的公寓楼，门牌号为1306号
- 御台場三番街1号棟（お台場三番街1号棟）：高石岳、井上京、火田伊织三家人所居住的公寓楼
- 港区立御台場学園（港区立お台場学園）：剧中为「御台場小学」（お台場小学校）
- 港区立港陽中学（港区立港陽中学校）：剧中为「御台場中学」（お台場中学校）

#### 京都
- 京都站
- 鹿苑寺
- 清水寺
- 法观寺
- 大覺寺
- 一條戻橋
- 四条大橋

### 世界其他地区
航天飞机

#### 亚太地区

##### 香港

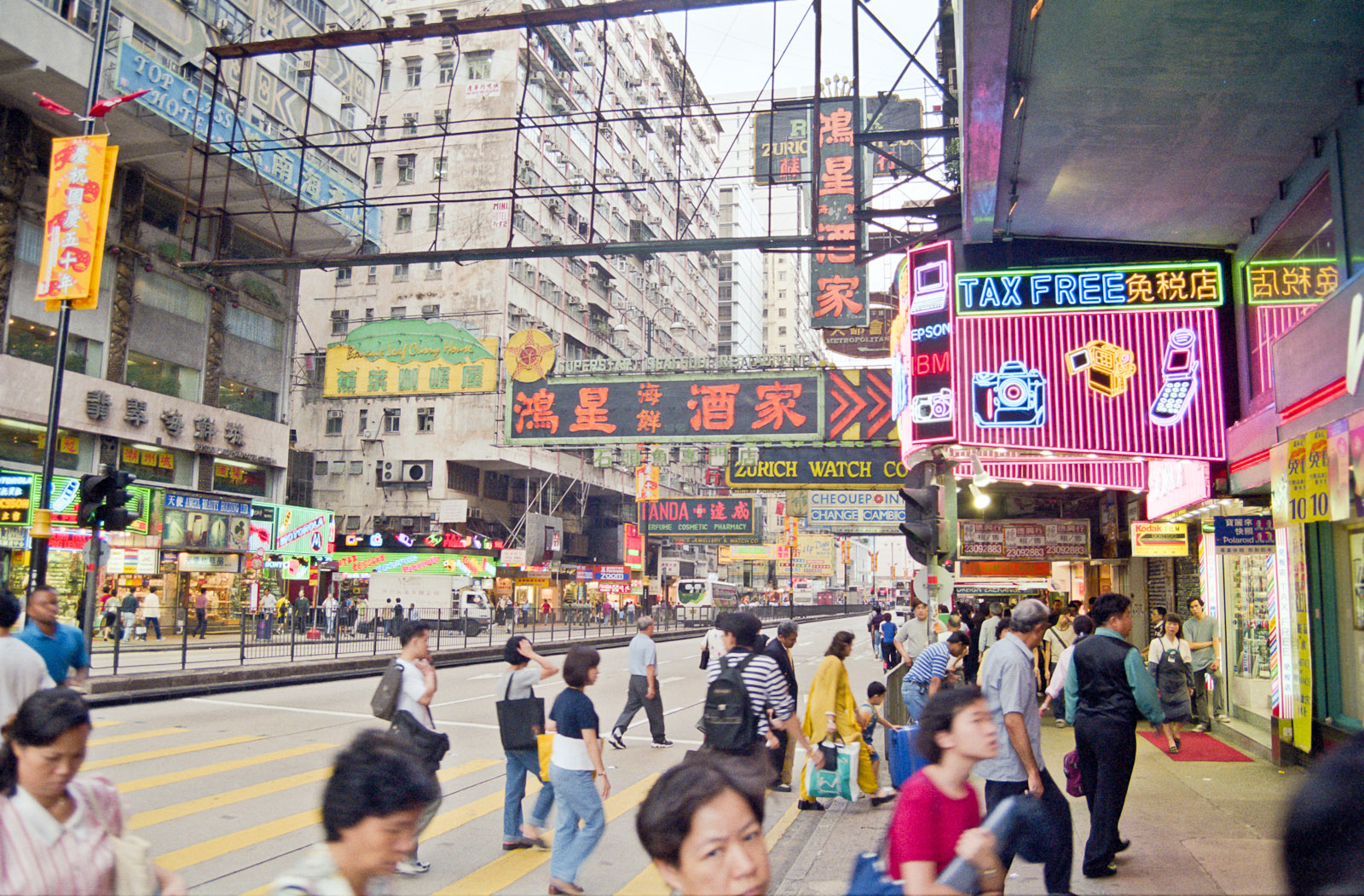
弥敦道

- 弥敦道
- 九龙公园
- 霓虹灯招牌
- 人力车观光巴士

##### 悉尼
- 悉尼港
- 悉尼歌剧院

##### 黄金海岸
- 黄金海岸
- 冲浪者天堂
- 大堡礁

#### 欧洲地区

##### 巴黎
- 埃菲尔铁塔
- 巴黎凯旋门
- 凡尔赛宫
- 塞纳河畔
- 亚历山大三世桥

##### 莫斯科
- 红场
- 列宁墓
- 克里姆林宫
- 圣瓦西里主教座堂
- 俄罗斯国家历史博物馆

#### 美洲地区

##### 纽约

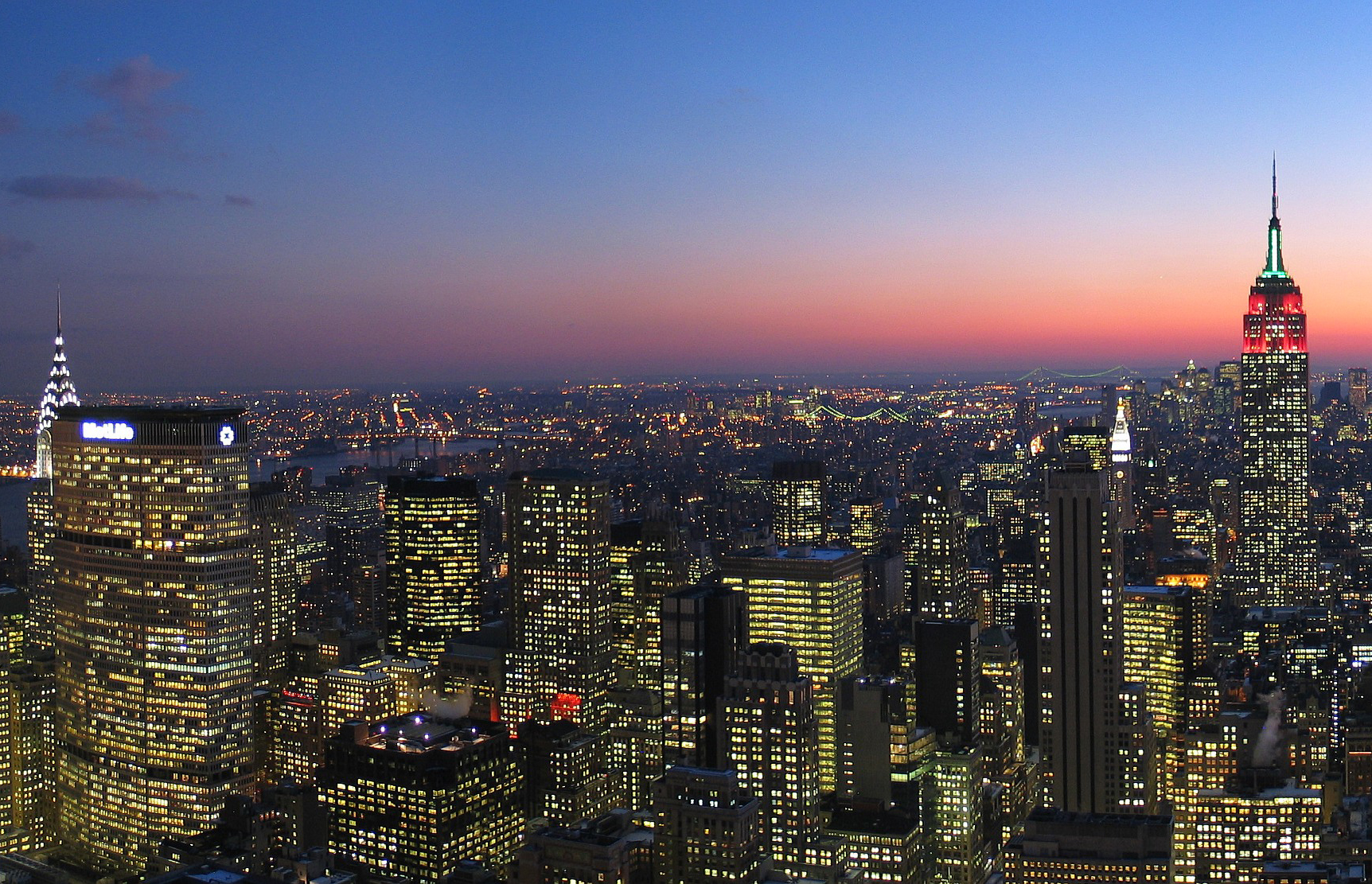
曼哈顿

- 曼哈頓中城
- 帝国大厦
- 中央公园
- 自由女神像
- 洛克菲勒中心
- 尼亚加拉瀑布

##### 迈阿密
- 迈阿密海滩
- 迈阿密国际机场

##### 帕伦克
- 帕伦克前西班牙城
- 帕伦克国家公园

##### 阿卡普尔科
- 阿卡普尔科湾
- 阿卡普尔科海滩

## 製作人員
- 企划：川上大輔（富士电视台）、木村京太郎（读卖广告社）、关弘美（東映動畫）
- 原案：本乡昭由
- 連載：「V Jump」（集英社）
- 系列监督：角銅博之
- 系列構成：前川淳、吉村元希
- 音樂：有澤孝紀
- 人物設計：中鶴勝祥
- 總作画監督：信实节子
- 美術設計：飯島由樹子
- 動畫製作：東映動畫
- 製作協力：東映
- 制作：富士電視台、讀賣廣告社、東映動畫

## 主题曲

### 片头曲
- 日本：

（作詞：松木悠、作曲・編曲：太田美知彥、主唱：和田光司）
- 香港：

「為我鼓掌」（作詞：青介、作曲：太田美知彥、主唱：劉德華）
歌曲收錄在2001年8月17日發行的《夏日Fiesta》。
- 台灣：

「地球戰士」（作曲：太田美知彥、作詞・主唱：劉德華）
歌曲收錄在2001年8月17日發行的《夏日Fiesta》。

### 片尾曲
1. （第1-25話）（作詞：三浦德子、作曲：MIZUKI、編曲：渡部達也、主唱：AiM）
2. （第26-50話）（作詞：松木悠、作曲：白川明、編曲：太田美知彥、主唱：AiM）

### 插曲
1. 「Brave Heart」（作詞：大森祥子、作曲・編曲：太田美知彥、主唱：宮崎步）（普通進化）
2. 「Break Up!」（作詞：、作曲・編曲：太田美知彥、主唱：宮崎步）（裝甲進化）
3. 「Beat Hit!」（作詞：、作曲・編曲：太田美知彥、主唱：宮崎步）（合步進化）
4. （作詞：松木悠、作曲・編曲：太田美知彥、主唱：和田光司）（究極進化）
5. （作詞：松木悠、作曲：千綿偉功、編曲：渡部達也、主唱：和田光司）
6. 「Now is the time!!」（作詞：1171、作曲・編曲：渡部達也、主唱：AiM）
7. （作詞：松木悠、作曲・編曲：太田美知彥、主唱：数码兽歌手们 with 和田光司、AiM）
8. 「Butter-Fly」（詞曲：千綿偉功，編曲：渡部達也，主唱：和田光司）

## 各話列表
| 话数 | 日文标题 | 中文标题                     | 脚本     | 演出       | 作画监督   | 美术       | 电视首播时间  |
| ---- | -------- | ---------------------------- | -------- | ---------- | ---------- | ---------- | ------------- |
| 1    |          | 勇氣繼承人                   | 前川淳   | 角銅博之   | 八島善孝   | 飯島由樹子 | 2000年 4月2日 |
| 2    |          | 開啟數碼世界大門             | 前川淳   | 梅澤淳稔   | 清山滋崇   | 清水哲弘   | 4月9日        |
| 3    |          | 裝甲進化                     | 吉村元希 | 吉澤孝男   | 信實節子   | 飯島由樹子 | 4月16日       |
| 4    |          | 黑暗之王 暴龍改造者          | 廣真希   | 川田武範   | 出口敏雄   | 清水哲弘   | 4月23日       |
| 5    |          | 摧毀黑暗之塔                 | 吉田玲子 | 芝田浩樹   | 伊藤智子   | 飯島由樹子 | 4月30日       |
| 6    |          | 危險的野餐                   | 浦澤義雄 | 今村隆寬   | 海老澤幸男 | 飯島由樹子 | 5月7日        |
| 7    |          | 小光的記憶                   | 前川淳   | 角銅博之   | 竹田欣弘   | 清水哲弘   | 5月14日       |
| 8    |          | 暴龍改造者的孤獨             | 西園悟   | 梅澤淳稔   | 八島善孝   | 飯島由樹子 | 5月21日       |
| 9    |          | 邪惡環魔力狂飆               | 吉村元希 | 吉澤孝男   | 信實節子   | 清水哲弘   | 5月28日       |
| 10   |          | 敵人是機械暴龍獸！           | 廣真希   | 川田武範   | 清山滋崇   | 飯島由樹子 | 6月4日        |
| 11   |          | 藍色閃電 雷龍獸              | 吉村元希 | 芝田浩樹   | 出口敏雄   | 清水哲弘   | 6月11日       |
| 12   |          | 數碼寶貝牧場的決鬥           | 浦澤義雄 | 今村隆寬   | 伊藤智子   | 飯島由樹子 | 6月18日       |
| 13   |          | 達高獸的呼喚                 | 小中千昭 | 角銅博之   | 海老澤幸男 | 清水哲弘   | 6月25日       |
| 14   |          | 疾風 忍者獸                  | 吉村元希 | 梅澤淳稔   | 竹田欣弘   | 飯島由樹子 | 7月2日        |
| 15   |          | 忍者獸的武功秘籍             | 前川淳   | 吉澤孝男   | 八島善孝   | 清水哲弘   | 7月16日       |
| 16   |          | 潛鯊獸逃出海底               | 廣真希   | 川田武範   | 信實節子   | 飯島由樹子 | 7月23日       |
| 17   |          | 御台場紀念日                 | 吉村元希 | 芝田浩樹   | 出口敏雄   | 清水哲弘   | 7月30日       |
| 18   |          | 追擊暴龍改造者的基地！       | 前川淳   | 今村隆寬   | 清山滋崇   | 飯島由樹子 | 8月6日        |
| 19   |          | 合成魔獸 基米拉獸            | 廣真希   | 角銅博之   | 伊藤智子   | 清水哲弘   | 8月13日       |
| 20   |          | 超絕進化！金甲龍獸           | 吉田玲子 | 梅澤淳稔   | 海老澤幸男 | 飯島由樹子 | 8月20日       |
| 21   |          | 再見，小賢……                 | 前川淳   | 吉澤孝男   | 竹田欣弘   | 飯島由樹子 | 8月27日       |
| 22   |          | 豪勇進化！V仔獸EX            | 浦澤義雄 | 川田武範   | 八島善孝   | 清水哲弘   | 9月3日        |
| 23   |          | 數碼機被黑暗污染之時         | 吉村元希 | 芝田浩樹   | 信實節子   | 飯島由樹子 | 9月10日       |
| 24   |          | 大地裝甲 戰甲獸              | 吉田玲子 | 今村隆寬   | 出口敏雄   | 飯島由樹子 | 9月17日       |
| 25   |          | 天空騎士 亞古拉獸            | 廣真希   | 梅澤淳稔   | 清山滋崇   | 清水哲弘   | 9月24日       |
| 26   |          | 合步進化 化敵為友            | 吉村元希 | 角銅博之   | 伊藤智子   | 飯島由樹子 | 10月1日       |
| 27   |          | 無敵合體！機甲龍獸           | 前川淳   | 吉澤孝男   | 海老澤幸男 | 清水哲弘   | 10月8日       |
| 28   |          | 昆蟲使者的陷阱！！           | 廣真希   | 川田武範   | 竹田欣弘   | 飯島由樹子 | 10月15日      |
| 29   |          | 亞基利獸 蜘蛛女王的失誤      | 廣真希   | 芝田浩樹   | 八島善孝   | 清水哲弘   | 10月22日      |
| 30   |          | 黑暗究極體 黑暗戰鬥暴龍獸    | 浦澤義雄 | 今村隆寬   | 直井正博   | 飯島由樹子 | 10月29日      |
| 31   |          | 愛的風暴 人面戰鷹獸          | 吉田玲子 | 梅澤淳稔   | 伊藤智子   | 飯島由樹子 | 11月5日       |
| 32   |          | 神秘遺蹟 聖石傳說            | 廣真希   | 佐佐木憲世 | 信實節子   | 清水哲弘   | 11月12日      |
| 33   |          | 小京的京都之旅               | 吉村元希 | 角銅博之   | 出口敏雄   | 飯島由樹子 | 11月19日      |
| 34   |          | 聖石保衛戰                   | 吉田玲子 | 川田武範   | 清山滋崇   | 清水哲弘   | 11月26日      |
| 35   |          | 乘勝追擊！黑暗戰鬥暴龍獸     | 前川淳   | 吉澤孝男   | 海老澤幸男 | 飯島由樹子 | 12月3日       |
| 36   |          | 鋼鐵天使 古神獸              | 浦澤義雄 | 芝田浩樹   | 竹田欣弘   | 飯島由樹子 | 12月10日      |
| 37   |          | 巨大究極體 青龍獸            | 吉村元希 | 梅澤淳稔   | 八島善孝   | 清水哲弘   | 12月17日      |
| 38   |          | 平安夜 數碼寶貝大集合！      | 吉村元希 | 佐佐木憲世 | 直井正博   | 飯島由樹子 | 12月24日      |
| 39   |          | 全體出動！帝皇龍甲獸         | 前川淳   | 角銅博之   | 出口敏雄   | 飯島由樹子 | 2001年 1月7日 |
| 40   |          | 紐約、香港大混戰！           | 廣真希   | 吉澤孝男   | 伊藤智子   | 清水哲弘   | 1月14日       |
| 41   |          | 大堡礁與凡爾賽大亂戰！       | 浦澤義雄 | 川田武範   | 信實節子   | 飯島由樹子 | 1月21日       |
| 42   |          | 戀愛與羅宋湯大激戰！         | 吉田玲子 | 芝田浩樹   | 清山滋崇   | 清水哲弘   | 1月28日       |
| 43   |          | 究極魔獸軍團襲來             | 吉村元希 | 梅澤淳稔   | 竹田欣弘   | 飯島由樹子 | 2月4日        |
| 44   |          | 與黑暗數碼寶貝的決戰         | 廣真希   | 佐佐木憲世 | 海老澤幸男 | 清水哲弘   | 2月11日       |
| 45   |          | 黑暗之門                     | 前川淳   | 角銅博之   | 八島善孝   | 飯島由樹子 | 2月18日       |
| 46   |          | 黑暗戰鬥暴龍獸對決戰鬥暴龍獸 | 廣真希   | 吉澤孝男   | 直井正博   | 清水哲弘   | 2月25日       |
| 47   |          | 黑暗戰鬥暴龍獸的封印         | 吉村元希 | 川田武範   | 伊藤智子   | 飯島由樹子 | 3月4日        |
| 48   |          | 恐怖！貝利亞吸血魔獸         | 廣真希   | 芝田浩樹   | 出口敏雄   | 清水哲弘   | 3月11日       |
| 49   |          | 最後一次裝甲進化             | 前川淳   | 梅澤淳稔   | 竹田欣弘   | 飯島由樹子 | 3月18日       |
| 50   |          | 我們的數碼寶貝世界           | 吉村元希 | 角銅博之   | 信實節子   | 飯島由樹子 | 3月25日       |

## 播放电视台
| 富士電視台 星期日 09:00-09:30（UTC+9）節目 2000年7月9日、12月31日 臨時節目調動停播 | 富士電視台 星期日 09:00-09:30（UTC+9）節目 2000年7月9日、12月31日 臨時節目調動停播 | 富士電視台 星期日 09:00-09:30（UTC+9）節目 2000年7月9日、12月31日 臨時節目調動停播 |
| ---------------------------------------------------------------------------------- | ---------------------------------------------------------------------------------- | ---------------------------------------------------------------------------------- |
|                                                                                    | 数码宝贝大冒险02 （2000年4月2日-2001年3月25日）                                    |                                                                                    |
| 數碼寶貝大冒險                                                                     | 數碼寶貝03馴獸師之王                                                               |                                                                                    |

| TVB翡翠台 星期二、四 17:05-17:35（UTC+8）節目 | TVB翡翠台 星期二、四 17:05-17:35（UTC+8）節目 | TVB翡翠台 星期二、四 17:05-17:35（UTC+8）節目 |
| --------------------------------------------- | --------------------------------------------- | --------------------------------------------- |
|                                               | 數碼暴龍02 （2001年7月17日-2002年1月8日）     |                                               |
| 高智能方程式之極速神話                        | 超速搖搖                                      |                                               |
| TVB翡翠台 星期五 10:15-11:30（UTC+8）節目     |                                               |                                               |
| 決鬥大師 第2輯                                | 數碼暴龍旋風危機 重播 （2005年12月22日）      | 數碼暴龍大電影－冒險者之戰鬥                  |

| 東森幼幼台 星期六 9:00-10:00（UTC+8）節目      | 東森幼幼台 星期六 9:00-10:00（UTC+8）節目                      | 東森幼幼台 星期六 9:00-10:00（UTC+8）節目 |
| ---------------------------------------------- | -------------------------------------------------------------- | ----------------------------------------- |
|                                                | 數碼寶貝02－超惡魔獸的反擊 （2009年8月15日）                   |                                           |
| —                                              | 數碼寶貝03馴獸師之王 暴走特急 2009年8月22日數碼寶貝拯救隊 重播 |                                           |
| 龍華動畫台 星期一至五 18:00-19:00（UTC+8）節目 |                                                                |                                           |
| 數碼寶貝                                       | 數碼寶貝02 （2016年6月15日-7月19日）                           | 數碼寶貝03馴獸師之王                      |

## 劇場版
|   | 作品名                                         | 剧场首映时间   | VHS发售时间    | DVD发售时间    | BD发售时间    | 監督     | 脚本     | 音樂     | 时长   | 票房       |
| - | ---------------------------------------------- | -------------- | -------------- | -------------- | ------------- | -------- | -------- | -------- | ------ | ---------- |
| 1 | 数码宝贝大冒险02 前篇 数码宝贝飓风登陆!!       | 2000年7月8日   | 2001年2月21日  | 2001年2月21日  | 2015年1月9日  | 山内重保 | 吉田玲子 | 有澤孝紀 | 30分钟 | 12.7億日圓 |
| 1 | 数码宝贝大冒险02 后篇 超绝进化!!黄金的数码装甲 | 2000年7月8日   | 2001年2月21日  | 2001年2月21日  | 2015年1月9日  | 山内重保 | 吉田玲子 | 有澤孝紀 | 35分钟 | 12.7億日圓 |
| 2 | 数码宝贝大冒险02 迪亚波罗兽的逆袭              | 2001年3月3日   | 2001年11月21日 | 2001年11月21日 | 2015年1月9日  | 今村隆寬 | 吉田玲子 | 有澤孝紀 | 30分钟 | 30億日圓   |
| 3 | 數碼暴龍02 THE BEGINNING                       | 2023年10月27日 | Ｎ／Ａ         | 2024年5月29日  | 2024年5月29日 | 田口智久 | 大和屋曉 | 富貴晴美 | 80分钟 | 1.54億日圓 |

注1：台灣衛視電影台播出時合稱「數碼寶貝大電影2」。

注2：爱奇艺译为「前篇 数码宝贝飓风登陆!!／後篇 超絕進化!!黄金的数码装甲」，广东东和兴、香港鐳射企業和台湾弘恩文化译为「前篇 暴龍旋風登陸 危機再現!!／後篇 超絕進化!!黃金裝甲最強之力!」，台灣青文出版社译为「前篇 數碼寶貝旋風登陸!!／後篇 超絕進化!!黃金的數碼裝甲」，TVB翡翠台译为「旋風危機」。

注3：爱奇艺译为「超恶魔兽的逆袭」，广东东和兴、香港鐳射企業、TVB翡翠台和台湾弘恩文化译为「超惡魔獸的反擊」，香港鐳射企業正片中將「超惡魔獸」譯為「狄亞波獸」，TVB翡翠台正片中將「超惡魔獸」譯為「迪亞波羅獸」。

注4：美國版「Digimon The Movie」將数码兽大冒险前兩部剧场版和数码兽大冒险02第一部剧场版合成一部，前者並剪掉太一等人的畫面。

注5：中国大陆译名为「数码宝贝02：最初的召唤」，香港和澳门译名为「數碼暴龍02 THE BEGINNING」，台湾译名为「數碼寶貝02 THE BEGINNING」。

### 前篇 数码宝贝飓风登陆!!／後篇 超絕進化!!黄金的数码装甲
《数码宝贝大冒险02 前篇 数码宝贝飓风登陆!!／後篇 超絕進化!!黄金的数码装甲》

#### 剧情
美国的小朋友華力斯擁有了雙胞胎数码兽軟糖獸（成长期为大耳獸）和巧克力獸（成长期为黑大耳獸），但巧克力獸卻莫名其妙地失踪了。若干年之後華力斯長大了，此時正是2002年暑假，小光和阿岳來到美國旅行，碰上了那只失踪数码兽的成熟期雲迪獸。他們聯繫了大輔，大輔等人趕來的時候，碰上了華力斯，6人決定一起面對那隻數碼獸进化为完全体安底罗兽，卻不敵其进化为究極體智天使兽的實力。最終小光和阿岳的數碼獸分别進化為究極體圣龙兽和炽天使兽，分别為華力斯和大輔的数码兽给予代表命運和奇蹟的數碼精神（數碼裝甲），使大耳獸和V仔獸分别裝甲進化为装甲体疾速兽和玛格纳兽，打倒了智天使兽。

#### 概要
影片的主题是「无法回到的过去」，与贯彻娱乐作品思想的前作《数码宝贝大冒险 我们的战争游戏!》相比突然改变成较为感伤的风格。制作人关弘美说：「本作像是好莱坞和欧洲独立制片电影的制作手法。」监督山內重保说：「本作原计划去美国拍外景，但并未实现。原企划是黑暗风格，因考虑本作是『萬代創立50周年紀念作品』，调整为公路電影风格。」片尾曲插画由大塚康生描绘，这是其参与《长靴猫剑客》以来，时隔30年再次参与东映动画作品。2001年发售的广播剧CD《数码宝贝大冒险02 广播剧CD 夏日之扉》（デジモンアドベンチャー02 ドラマCD 夏への扉）为本作废案之一改编出的后日谈，监督和脚本也一样。

#### 登场角色
- 華力斯（CV：宮原永海）
  - 軟糖獸→大耳獸→加魯哥獸→拉比獸[注 26]（CV：多田葵）
  - 巧克力獸→黑大耳獸→雲迪獸→安底罗兽→智天使兽（CV：能登麻美子[注 27]、西村知道[注 28]）

#### 制作人员
- 原案：本乡昭由
- 連載：「V Jump」（集英社）
- 監督：山内重保
- 助監督：長峯達也、門由利子
- 脚本：吉田玲子
- 音樂：有澤孝紀
- 角色设计：中鶴勝祥
- 角色设计・總作画監督：相澤昌弘
- 作画監督：工原茂树、中澤一登、青木康浩、山下高明、橋本敬史、柿田英樹、菅野利之、馬越嘉彦
- 作画監督補佐：君島繁、松本淳、金子秀一、神户洋行、山田起生、新田靖成、伊東伸高、箕輪悟
- 美術監督：澤田隆夫、行信三
- 色彩設計：板坂泰江

#### 主题曲
片头曲
作詞 - 松木悠 / 作曲・編曲 - 太田美知彦 / 主唱 - 和田光司
片尾曲
作詞 - 1171 / 作曲 - 上田晃司 / 編曲 - 太田美知彦 / 主唱 - AiM
插曲
「FOREVER FRIENDS」
作詞 - 橋爪惠子 / 作曲 - 村上正芳 / 編曲 - 有澤孝紀 / 主唱 - hassy（橋爪惠子）
「brave heart」
作詞 - 大森祥子 / 作曲・編曲 - 太田美知彦 / 主唱 - 宮崎步
「Break up!」
作詞 -  / 作曲・編曲 - 太田美知彦 / 主唱 - 宮崎步

### 迪亚波罗兽的逆袭

2001春東映動畫節

《数码宝贝大冒险02 迪亚波罗兽的逆袭》

#### 剧情
因3年前被奧米加獸击败，如今迪亚波罗兽的逆袭了。2003年3月25日，它將大量水母獸通過手机簡訊發送到現實世界，同時將太一、大和出糗的私密照片傳播到互联网上。新的被選召的孩子們開始投入進無休止的回收水母獸的行動中，然而行動並未成功，大量的水母獸聚集到了東京灣，並且形成了一隻巨大的數碼蛋，從数码蛋裡孵化出灭世魔兽。因為大輔和小賢不在旁邊，V仔獸和蟲蟲獸無法進化，此時的他們正要從澀谷趕往東京灣。為了不讓那隻灭世魔兽破壞城市，太一与大和讓亞古獸和加布獸合体成奧米加獸，但是奧米加獸卻不是這只灭世魔兽的對手。
在奧米加獸極力拖延時間的時候，大輔、小賢趕到了，他們讓V仔獸和蟲蟲獸合步進化成帝皇龍甲獸，卻依舊被打得慘敗。在所有人都灰心失望的時候，阿空出現在太一与大和面前，對他們說:「不要放棄。」奧米加獸將所有的力量轉移給帝皇龍甲獸，退化成亞古獸和加布獸，讓帝皇龍甲獸變成聖騎士形态，成功將灭世魔兽危机解決。

#### 概要
2000年公映的《数码宝贝大冒险 我们的战争游戏!》为本作前作，监督从前作的細田守更换为今村隆寬。本作中有许多呼应前作的展开和演出。此外，还存在部分直接沿用或重新组合前作画面的场景。在网络上观看数码兽的人群中，有些角色的外貌、数量和姿势与前作完全相同、毫无变化。澀谷站张贴的海报采用了本片CD专辑《数码宝贝大冒险02 迪亚波罗兽的逆袭 原声音乐》（デジモンアドベンチャー02 ディアボロモンの逆襲 オリジナルサウンドトラック）封面的设计，东京都交通局7000形电车在本片的片尾出现。本片荣获第19届（Golden Gloss）优秀银奖。

#### 登场角色
- 帝皇龙兽战士形态+奥米加兽→帝皇龙兽圣骑士形态[22]
- 水母獸→指爪兽→哈哈獸→虫蛹兽→地獄使者獸→迪亚波罗兽→滅世魔獸

#### 制作人员
- 原案：本乡昭由
- 連載：「V Jump」（集英社）
- 監督：今村隆寬
- 助監督：中村健治
- 脚本：吉田玲子
- 音樂：有澤孝紀
- 角色设计：中鶴勝祥
- 作画監督：中澤一登、龜井幹太
- 美術監督：行信三

#### 主题曲
片尾曲
作詞 - 田中花乃 / 作曲・編曲 - 湯浅公一 / 主唱 - AiM
插曲
作詞 - 松木悠 / 作曲・編曲 - 太田美知彦 / 主唱 - 和田光司

## 朗读剧
|   | 作品名                                          | 公演名                                      | 公演时间      | 网络首播时间  | 舞台监督 | 朗读台本 | 场次 | 场馆                     |
| - | ----------------------------------------------- | ------------------------------------------- | ------------- | ------------- | -------- | -------- | ---- | ------------------------ |
| 1 | 数码宝贝一夜祭                                  | 我们爱数码宝贝音乐 御台场纪念音乐会2003-春- | 2003年4月6日  | Ｎ／Ａ        | 角铜博之 | 广真希   | 2场  | Zepp Tokyo               |
| 2 | 数码宝贝大冒险02 起源 昼 烟花大会门票大争夺战!  | 数码祭2023                                  | 2023年7月30日 | 2023年7月30日 | 清水雅文 | 大和屋晓 | 1场  | 品川王子大饭店恒星球大厅 |
| 2 | 数码宝贝大冒险02 起源 夜 全员集合!夜晚大搜查线! | 数码祭2023                                  | 2023年7月30日 | 2023年7月30日 | 清水雅文 | 大和屋晓 | 1场  | 品川王子大饭店恒星球大厅 |

## 广播剧CD
|   | 作品名                                           | 发售时间       | 演出              | 脚本                          | 时长   | CD编号     |
| - | ------------------------------------------------ | -------------- | ----------------- | ----------------------------- | ------ | ---------- |
| 1 | 数码宝贝大冒险02 广播剧CD 未知的装甲进化         | 2001年2月7日   | 角銅博之          | 廣真希                        | 53分钟 | NECA-30031 |
| 2 | 数码宝贝大冒险02 广播剧CD 石田大和 书信 -Letter- | 2001年3月7日   | 細田守            | 大和屋晓                      | 44分钟 | NECA-30032 |
| 3 | 数码宝贝大冒险02 广播剧CD 夏日之扉               | 2001年10月3日  | 山内重保          | 吉田玲子                      | 45分钟 | NECA-30045 |
| 4 | 数码宝贝大冒险02 原创故事 2003年 -春-            | 2003年4月23日  | 角銅博之          | 角銅博之/泥沼静馬/吉村元希    | 45分钟 | NECA-30082 |
| 4 | 数码宝贝 原创故事 特别篇 ～with～                | 2003年12月19日 | 角銅博之/貝澤幸男 | 角銅博之/小中千昭/富田祐弘 等 | 9分钟  | ICCM-3     |
| 5 | 数码宝贝大冒险 最后的进化 绊 我们要去哪里?       | 2020年9月2日   | Ｎ／Ａ            | 大和屋晓                      | 26分钟 | HMCH-2093  |

## 网络广播剧
|   | 作品名                                               | 网络首播时间                  | CD发售时间    | 脚本     | 连载平台     | 话数  | 时长  | CD编号    |
| - | ---------------------------------------------------- | ----------------------------- | ------------- | -------- | ------------ | ----- | ----- | --------- |
| 1 | 数码宝贝大冒险02 起源 大辅的第一步!本宫面屋开店      | 2023年10月27日-2023年11月2日  | 2024年5月29日 | 大和屋晓 | 东映动画官网 | 全1话 | 8分钟 | HMCH-2124 |
| 2 | 数码宝贝大冒险02 起源 给哥哥的SOS!岳和光的极秘任务!? | 2023年11月3日-2023年11月9日   | 2024年5月29日 | 大和屋晓 | 东映动画官网 | 全1话 | 7分钟 | HMCH-2124 |
| 3 | 数码宝贝大冒险02 起源 通往我们的未来!                | 2023年11月10日-2023年11月16日 | 2024年5月29日 | 大和屋晓 | 东映动画官网 | 全1话 | 9分钟 | HMCH-2124 |

## 代理漫画版
中国大陆
- 东方出版社引进和代理出版、新华书店和共和联动图书有限公司联合代理发行余遠鍠版本的本作改编漫画，命名为《数码宝贝02徽章继承者》。[25]

香港
- 正文社获授权安排余遠鍠将本作改编成漫画，命名為《數碼暴龍02》（共2卷14话），[26]連載於《CO-CO!》。[25]

台灣
- 東立出版社代理余遠鍠版本的本作改编漫画，命名為《數碼寶貝02》。[27]

新加坡
- 創藝出版社代理余遠鍠版本的本作改编漫画，在新加坡和马来西亚发行简体中文（封面标题为繁体中文）和英文版。[28]

## 注解
1. 台視存在「數碼寶貝 第二季」和「第二季 數碼寶貝」混用的情况。
2. 东和兴影碟封面片名用文字表示为「数码宝贝 第二部」，但影碟封面LOGO则显示为「数码宝贝02」。
3. 东方出版社
4. 东和兴第1话和第30-50话以及上视配音版第1-50话片头曲中文LOGO是「数码宝贝」。
5. 翡翠台片头曲中文LOGO是「數碼暴龍」。
6. 弘音版片头曲中文LOGO是「數碼寶貝2」，但影碟封面LOGO則是「數碼寶貝02」。
7. 1 2 3 4 5  「2000夏東映動畫節」公開，同時上映《小魔女DoReMi♯》，合计票房数据。剧场版分割为前后篇是为了方便儿童观众如厕。
8. 1 2 3  「2001春東映動畫節」公開，同時上映《ONE PIECE 发条岛的冒险》、《ONE PIECE 强高的狂欢舞会》，合计票房数据。
9. 1 2  受“非典疫情”对香港的影响，原定于2003年4月12日上映，后延期至2003年8月7日上映。与《数码宝贝驯兽师之王 暴走特急》同時上映，合计票房数据。
10. ↑  官方汉字为
11. 1 2 3  Jogress（合步）是由Joint（联合）及Progress（进步、发展）构成的合成词，又称「联展」。最初设定上数码兽之间合体，向上进化一个等级的技术称为「合步」，而等级没有变化则称为「合体」。但在液晶玩具数码兽摇摆机中将两种情况均称为「合步」，因此后来得到统一。成熟期以上的数码兽，可以以成熟期＋成熟期、成熟期＋完全体、完全体＋完全体、究极体＋究极体等形式完成合步。不是任何数码兽都能进行合步，数码兽之间还存在相性等因素。其中究极体之间的合步，更是仅限屈指可数的数码兽使用。而最近三体以上数码兽同时合步的技术也出现了。另外，合步后的数码兽不以「合步体」等称呼，以普通的等级名称呼。不过仅限究极体，有时也被称为「合体究极体」。
12. ↑  因从2002年开始电视调查收视率计算方法有所改变，所以不能单纯地与2002年以后的作品收视率做比较。
13. ↑  1997年东映动画株式会社和国际影业有限公司在香港成立合资公司东映动画企业有限公司，其中东映动画株式会社持股60%、国际影业有限公司持股40%，2009年东映动画株式会社购买国际影业有限公司所持40%股份，使东映动画企业有限公司成为东映动画株式会社全资子公司。至此东映动画株式会社的动画作品在亚洲部分地区版权从国际影业有限公司代理提供转为东映动画企业有限公司直接提供。
14. ↑  配音员如张惠、姚培华、李丹青、符冲等
15. ↑  第46-50话虽仍为上海电视台录制译制部配音，但改用了以辽艺版译名为主的翻译，这导致了最后5话与前45话在译名上出现较大的差异。
16. ↑  辽宁文化艺术音像出版社并非“辽艺”，虽与辽宁人民艺术剧院/辽宁儿童艺术剧院同隶属于辽宁省文化和旅游厅，但为不同的单位。
17. ↑  1999年3月，辽宁人民艺术剧院和辽宁儿童艺术剧院正式合并，两院合并后仍保留辽宁人民艺术剧院、辽宁儿童艺术剧院的名称（一个机构两块牌子）。2012年6月28日，辽宁人民艺术剧院改制为国有独资企业辽宁人民艺术剧院有限公司。
18. ↑  配音员如贾丽娜、张文渔、方树桥、滕奎兴等
19. ↑  这导致了第31-50话与前30话在译名和口音上出现较大的差异。
20. ↑  本作曾使用过國語片头曲，同时将第1话至第42话的下集预告背景音乐均替换掉，其中第1话至第21话的下集预告背景音乐被替换成《閃電霹靂車Zero》的片尾曲「Get Up！」。
21. ↑  WS游戏《数码兽大冒险：阳极驯兽师》《数码兽大冒险：阴极驯兽师》《数码兽大冒险02：组合驯兽师》《数码兽大冒险02：D-1驯兽师》《数码兽驯兽师：勇敢的驯兽师》男一号，TV动画《数码兽驯兽师》和剧场版《数码兽驯兽师 暴走特急》男三号，漫画《数码兽大冒险V驯兽师01》、剧场版《数码兽大冒险 我们的战争游戏！》、TV动画《数码兽大冒险02》《数码兽合体战争 ～穿越时空的少年猎人们～》、剧场版《数码兽大冒险tri. 第6章 我们的未来》客串角色，穿越不同的时空和宿敌千年兽进行宿命的对决。曾解救动画版太一等人、曾和一乘寺贤是朋友搭档、曾和松田启人等人并肩作战、曾和动画前三部主役数码兽搭档、曾和漫画版太一决斗、曾协助过明石激和工藤大器等人。
22. ↑  稱號上是歷代最多的，“第九位被選召的孩子”、“1999年最後的被選召的孩子”、“特異的驯兽师”、“D-1驯兽师”、“勇敢的驯兽师”、“流浪的驯兽师”、“最强的驯兽师”、“傳說中的驯兽师”等。
23. ↑  古神与以克苏鲁为主的旧日支配者们敌对。而“古神之印”是由古神创造，用于抵抗旧日支配者的防御标志。
24. ↑  日本国内票房
25. ↑  英文：Digimon Adventure 02: The Beginning，网络简称：「Beginning」、「02TB」、「TB」
26. ↑  命運的數碼精神（數碼裝甲）
27. ↑  黑大耳獸之前的阶段
28. ↑  雲迪獸之后的阶段
29. ↑  帝皇龍甲獸聖騎士形态不属于皇家騎士團，因為聖騎士力量源自于奧米加獸，而皇家騎士團只有13名，不包括帝皇龍甲獸聖騎士形态，但其卻是皇家騎士團的始祖。
30. ↑  2003年4月5日-4月6日于Zepp Tokyo举办的「我们爱数码宝贝音乐 御台场纪念音乐会2003-春-」（We Love DiGiMONMUSiC お台場メモリアルコンサート2003-春-）公演2天。4月5日「艺术家日」（アーティストDAY）共2场，现场演唱收录于CD专辑（NECA-17001）；4月6日「角色日」（キャラクターDAY）共2场，朗读剧《数码宝贝一夜祭》（デジモン:One Night Stand）公演。
31. 1 2 3  《数码宝贝系列 原创故事》时长9分钟，全球限定500张应募非卖品，包含《数码宝贝大冒险》（时长2分钟，演出/脚本：角銅博之）、《数码宝贝大冒险02》（时长2分钟，演出：角銅博之，脚本：角銅博之、泥沼静馬、吉村元希）、《数码宝贝驯兽师之王》（时长4分钟，演出：貝澤幸男，脚本：小中千昭）、《数码宝贝无限地带》（时长1分钟，演出：貝澤幸男，脚本：富田祐弘、成田良美、大和屋晓）的内容。
32. ↑  《数码宝贝大冒险 最后的进化 绊 Blu-ray 豪華版》封入特典
33. 1 2 3  《数码宝贝大冒险02 起源》入场者特典，期间限定公开；《数码宝贝大冒险02 起源 Blu-ray 豪華版》封入特典。